# اسیر (مهر)
 اسیر، یکی از شهرهای جنوبی در استان فارس ایران است. این شهر مرکز بخش اسیر در شهرستان مهر است. اسیر در حال حاضر دارای دو دهستان مرکزی و دشت لاله می‌باشد.این شهر در گذشته با نام کران شناخته می شده و یکی از مهمترین منزلگاه های مسیرگور سیراف به شمار می آمده است.
جمعیت شهر اسیر در آخرین سرشماری در سال ۱۳۹۵ برابر با ۳۰۴۲ تن است.

## پیشینه
از شروع زندگی و پیدایش اولیه سکونت در این سرزمین اطلاع دقیقی در دست نیست؛ و چون بر اثر دوری از مرکز و عدم وجود تاریخ‌نگاری در گذشته تا مدت‌ها اینجا به‌وسیله هیچ تاریخ‌نگاری به حساب نیامده‌است ولی از شواهد و قراین چنین برمی آید که از شروع زندگی در این سرزمین بیش از سه هزار سال می‌گذرد. چنان‌که در کتیبه داریوش مربوط به دوهزار و پانصد سال پیش آمده‌است: در آن زمان پادشاه هخامنشی در آنجا حکومت می‌کرده و از آن مالیات می‌گرفته‌است. با مراجعه به متون و فرهنگ‌های مختلف جای دیگری بدین نام موجود نیست؛ و مراد همین اسیر فعلی می‌باشد، برخی از مورخان و باستان شناسان اسیر را قدیمی‌ترین سکونتگاه انسان در نزدیکی خلیج فارس می‌دانند که با نام شهر کران مرکز ایراهستان شناخته می‌شده‌است. رودخانه مهران که به صورت فصلی جریان دارد از میان شهر گذشته و با جلوه زیبا آن را به دو قسمت شمالی و جنوبی تقسیم کرده‌است.
با وجود آثار و ابنیه تاریخی و سنگ‌نوشته‌های مربوط به صدر اسلام از آبادی و رونق آن در آن زمان شکی نیست. به طوری که چندین سال قبل سنگ قبرهایی مربوط به سال ۳۶ هجری قمری و رمضان ۷۴ هجری در قبرستان اسیر و منزل مسکونی در آنجا پیدا شده‌است. مسجد جامع اسیر که دارای ویژگی و معماری خاص مربوط به اواخر قرن اول هجری قمری می‌باشد در زمان حکومت عمر بن عبدالعزیز ساخته شده‌است و در دوران‌های مختلف محل عبادت و تدریس و پرورش شاگردان بسیاری بوده‌است. وجود آثار باستانی همچون تخته پرس تل پیر و نقوش سنگی تمب بت و تعداد زیادی قبرستان آن هم با فاصله‌های دور از هم و با وسعت زیاد خود گواه محکمی بر رونق و آبادی گذشته آن است؛ ولی در اثر حوادث و بلایای طبیعی در برخی ادوار به کلی ویران گشته‌است؛ و بنا به قولی در اثر زلزله سهمگین سده چهارم هجری که به مدت یک هفته ادامه داشته‌است چهره آبادی به کلی تخریب گشته و خسارات زیادی بر جای گذاشته‌است.
آثار تاریخی تمب بت مربوط به دوره ساسانیان، قلات دیلا، غارهای کله کله، آسیاب آبی تنگ بندو و مناظر زیبای نرگس زار نوآباد و آبشار چک چک و مشکاویز از جاذبه‌های دیدنی اسیر به‌شمار می‌آیند
با نزدیکی منطقه به جاده مهم گور- سیراف (فیروزآباد به سیراف) در اثر عبور کاروان‌های مختلف از شهرهای ایران اسیر از اهمیت فوق‌العاده‌ای برخوردار بوده‌است به گونه‌ای که البسه و بافته‌های کتانی و گیوه از آنجا به خارج فرستاده می‌شده و بازار فروش خوبی برای کالاهای تجار و مسافران دیگر کشورها به‌شمار می‌آمده‌است.
صاحب فارسنامه ناصری نیز از وسعت و اقتدار آن در گذشته سخن گفته و جمعیت آن را در حدود دویست سال قبل بیش از یکهزار خانوار ذکر می‌کند که با توجه به گستردگی و بالابودن بعد خانوار در گذشته دارای جمعیتی در حدود ده هزار نفر بوده‌است که در زمان نگارش فارس نامه(۱۳۱۶ هجری قمری) به بیش از یکصد خانه خراب نمی‌رسیده‌است و کاهش بسیار زیاد آبادی و جمعیت آن در گذشته باید در اثر وجود یکی از بلایای طبیعی یا حوادث غیرمعمول اتفاق افتاده باشد و گرنه چنین تحول عظیمی آن هم در فاصله پنجاه شصت ساله در شرایط عادی غیرممکن به نظر می‌آید هم‌اکنون تعداد زیادی از اسیری‌ها در کشورهایی نظیر کویت، بحرین، امارات، آلمان، اسپانیا و برخی دیگر از کشورها ساکن بوده و دارای تأثیرگذاری زیادی در این مناطق می‌باشند.

### پس از اسلام
در اثر روابط و رفت‌وآمدهایی که مردم این ناحیه از امپراتوری بزرگ ایران با جزیره بحرین داشتند. خبرهایی از آیین جدید دستگیرشان می‌شد چرا که اسلام در زمان حضرت محمد به بحرین راه یافته بود و عده‌ای از مسلمانان در آنجا سکونت داشتند و زمینه‌های مستعدی جهت پذیرش اسلام در منطقه اسیر فراهم شده بود تا اینکه در زمان خلیفه دوم از طریق خوزستان و فارس در اثر لشکرکشی سپاهیان اسلام اکثریت مناطق جنوبی و مرکزی ایران رفته رفته مسلمان شدند.
در زمان عمر بن عبدالعزیز اولین مسجد فارس (مسجد جامع اسیر)در این محل ساخته می‌شود وطی سالیان متمادی علاوه بر پایگاه بزرگ توحیدی آموزشگاه مهمی برای ترویج مفاهیم اسلامی بود.
در دو طرف اسیر دو کوه قرار گرفته که عبور از آن‌ها بسیار دشوار می‌باشد، و به علت همین سختی در حرکت ، کوه شمالی ( کوه نر ) را «گردنه کافری» و کوه جنوبی را «ظالمی» می‌نامند و در میان مردم مشهور شده که این شهر در میان کافر و ظالم اسیر شده‌است؛ این شهر در جنوب شیراز و از مناطق گرمسیر استان فارس می‌باشد.
طول آن از روستای «ارودان» تا «دارالمیزان» ۸ فرسخ است؛ عرض آن از روستای «بلبلی» تا «عربانه» ۴ فرسخ می‌باشد؛ و از سمت مشرق به بلوک «خنج و علامرودشت» و از ناحیه مغرب و جنوب به نواحی گله دار امتداد پیدا می‌کند.
جانوران این منطقه عبارت‌اند از: آهو، بز، پازن، قوچ، میش کوهی سیار، تیهو و کبک انجیر، کلاغ و در بعضی مناطق، دراج نیز موجود می‌باشد؛ در قدیم در این مناطق نخلستان‌های زیادی نیز وجود داشته ولی امروز آثار زیادی از آن باقی نمانده‌است. در زمان‌های گذشته خانه‌ها را از خشت خام، گل و چوب نخل می‌ساخته‌اند، به طوری که تعدادی از آن‌ها تا چندین سال پیش نیز موجود بوده‌است. در حدود سال ۱۲۰۰، «عابدین خان اسیری» حاکم این سرزمین بود، که جزء «خان‌های» این منطقه نیز محسوب می‌شد و تا سال ۱۲۷۵ حکومت اسیر در دست «فتح ا… خان اسیری» نواده «عابدین خان» بود، که بعد از آن به «نوروز خان اسیری» رسید در این دوران اسیر یکی از بلوکات مهم فارس به‌شمار می‌آمده و سالیانه خراج و مالیات زیادی از اینجا به مرکز ارسال می‌شده‌است.
در فارسنامه در مورد فتح بحرین و والیان مختلف اسیر چنین ذکر می‌کند… و رکن الدین مسعود، چون در اصل از اهل بلده فال بود و نسبت خویشی با خواجه معین الدین والی فال داشت، شکایت پرتگالان را به او نوشت و درخواست نمود که از الله وردی خان بیگلربیگی فارس استمدادی کند و تسخیر جزیره بحرین را بر او آسان شمارد و بیگلربیگی، بعد از اطلاع اذن داده، خواجه معین الدین فالی با لشکر بیخه فال و اسیر و علامرودشت، که مردمانی شجاع و متهور و در تفنگ اندازی مشهورند، بر کشتی‌های کوچک و بزرگ نشسته، به آسانی فتح جزیره بحرین را نموده، دست جماعت پرتگال را کوتاه داشتند و در وقت جنگ زخمی به خواجه معین الدین فالی رسید که بعد از فتح، وفات یافت و جزیره بحرین در تحت اقتدار الله وردی خان بیگلربیگی فارس درآمد. در سال ۱۲۷۵هجری قمری منطقه اسیر و بندر عسلویه، تحت امر میرزا علی محمد خان پسر میرزای نوری بوده‌است. در سال ۱۲۷۶ق به شاهزاده نوذر میرزای قاجار رسیده و. در سال ۱۲۷۷ق، حکومت بندر بوشهر و دشتی و دشتستان و گله دار و اسیر و علامرودشت و بندر کنگان و بندر عسلویه، به عهده امیرزاده عبدالباقی فرزند تهماسب میرزا مؤیدالدوله بوده‌است.
از مشاهیر این شهر می‌توان سید علی اکبر فال اسیری و سردار  رستم قاسمی را نام برد.